# 积极基督教

德意志基督徒旗帜，德国新教与积极基督相关的一个反动运动

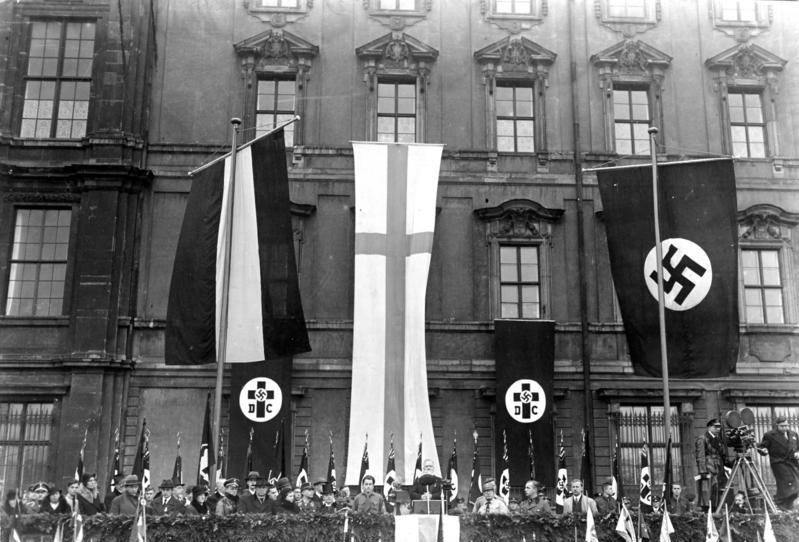
1933年柏林，庆祝“路德日”的德意志基督徒，一位牧师在演讲

积极基督教（德語：Positives Christentum），也译作正面的基督教，是纳粹德国的一场融合了种族纯洁和纳粹意识形态以及基督教元素的运动。希特勒在1920年纳粹党党纲第24条使用了这一说法，称“本党主张积极的基督教”。由于是非宗派教会，该词可以用各种各样的方式解读。积极基督教缓解了占德国大多数的基督教教徒对纳粹运动反对建制教会主张的恐惧。1937年，纳粹教会事务部长Hanns Kerrl解释积极基督教不依赖于《使徒信经》，也不依赖于“对基督作为神之子的信仰”，而是以纳粹党为代表，主张“元首预示着新的启示」。